# Eustales
Eustales är ett släkte av skalbaggar. Eustales ingår i familjen vivlar.

## Dottertaxa tillEustales, i alfabetisk ordning[1]
- Eustales adamantinus
- Eustales aegrotus
- Eustales albomarginatus
- Eustales albugo
- Eustales ambitiosus
- Eustales angustifrons
- Eustales auronitens
- Eustales cerussatus
- Eustales circumductus
- Eustales cometes
- Eustales coruscus
- Eustales curvimanus
- Eustales depressicollis
- Eustales duricornis
- Eustales fallax
- Eustales farinolentus
- Eustales harmonicus
- Eustales impositus
- Eustales interruptus
- Eustales laetus
- Eustales lanuginosus
- Eustales lepidotus
- Eustales leucogaeus
- Eustales maugei
- Eustales micans
- Eustales naevius
- Eustales nitidulus
- Eustales opalinus
- Eustales opulentus
- Eustales pentachordius
- Eustales puncticollis
- Eustales religiosus
- Eustales scintillans
- Eustales sejunctus
- Eustales stellaris
- Eustales thalassinus
- Eustales thumbergi
- Eustales thunbergi
- Eustales trichordus
- Eustales virgatus
- Eustales virginalis
- Eustales viridans
- Eustales viridisquamosus